# Томислав Стевановић
Томислав Стевановић (Смедерево, 8. јануар 1948 — Смедерево, 13. јануар 2017) био је српски машински инжењер и песник.

## Биографија
Стевановић је завршио основну школу „Димитрије Давидовић“ у Смедереву 1962. године, након чега уписује средњу Техничку школу у Смедереву. Дипломирао је на Машинском факултету Универзитета у Београду 1973. године и уписао је магистарске студије на Факултету организационих наука Универзитета у Београду.
Почео је да ради као професор у Техничкој школи у Смедереву где је предавао од 1971. до 1973. године. Након овога креће да ради као инжењер у Металуршком комбинату Смедерева до 1976. године, али напушта и овај посао и ради у Комуналном предузећу „Стандард“ од 1976. до 1985. године. Кратко време је био и начелник за стамбене, комуналне и урбанистичке послове у Скупштини општине Смедерево, од 1985. до 1988. године. Од 2001. до 2013. године је био директор Историјског архива у Смедереву.

## Писање
Стевановић се током целог живота бавио писањем поезије. Дела је објављивао у многим антологијама, листовима и часописима. За књижевни рад му је додељења Награда листа Смедеревска седмица 2000. и 2002. године.

### Дела
Стевановић је имао и бројне самосталне публикације:
- Вешала од родног дрвета (1984)
- Шума мога ума (1985)
- Викторија (1985)
- Светлосни зид (1988)
- Нови календар (1993)
- Рез на води (1995)
- Химна судбине (2000)
- Песак за очи (2002)
- Мост над губилиштем (2004)
- Што град Смедерево (2005)
- Кад се ужелиш Смедерева (2016)

## Лични живот
Стевановић је у пензији од октобра 2013. године. Говори немачки и руски језик. Члан је Књижевног клуба у Смедереву и локалног Ротари клуба.